# Marek Żmudziński
Marek Żmudziński (ur. 1963) – polski duchowny katolicki, teolog, doktor habilitowany nauk teologicznych, nauczyciel akademicki Uniwersytetu Warmińsko-Mazurskiego w Olsztynie, w kadencji 2016–2020 dziekan Wydziału Teologii Uniwersytetu Warmińsko-Mazurskiego, specjalista w zakresie teologii dogmatycznej i fundamentalnej.

## Życiorys
W 1990 ukończył studia teologiczne na Wydziale Teologii Katolickiego Uniwersytetu Lubelskiego Jana Pawła II, gdzie w 1999 na podstawie napisanej pod kierunkiem Mariana Ruseckiego rozprawy pt. Świadomość funkcji prymacjalnej Jana Pawła II w świetle jego nauczania stopień naukowy doktora nauk teologicznych w zakresie teologii fundamentalnej. W 2014 na Wydziale Teologii Uniwersytetu Warmińsko-Mazurskiego w Olsztynie na podstawie dorobku naukowego oraz rozprawy pt. Apologia Kościoła katolickiego w listach Episkopatu Polski 1945-1970 otrzymał stopień doktora habilitowanego nauk teologicznych w zakresie teologii fundamentalnej.
W 1999 został wykładowcą w Misyjnym Seminarium Duchownym Księży Werbistów w Pieniężnie a w 2000 nauczycielem akademickim Wydziału Teologii UWM (pracował także w diecezjalnych seminariach duchownych). W 2016 wybrano go na stanowisko dziekana Wydziału Teologii UWM.